# Касс (округ, Миннесота)
Касс (англ. Cass County) — округ в штате Миннесота, США. Административный центр — Уолкер, крупнейший город — Лейк-Шор. По переписи 2000 года в округе проживают 27 150 человек. Площадь — 6253 км², из которых 5225,6 км² — суша, а 1027,4 км² — вода. Плотность населения составляет 5 чел./км².

## История
Округ был основан в 1851 году.